# Les Faux Frères
Pour plus de détails, voir Fiche technique et Distribution.
Les Faux Frères (Bomber und Paganini) est un film germano-autrichien réalisé par Níkos Perákis, sorti en 1976.

## Synopsis
Deux petits escrocs ont envie de se retirer après un grand coup. Bomber est fort, fidèle et bienveillant tandis que Paganini est sournois et souvent un type malveillant et méchant. Eux qui rêvaient d'une carrière dans la mafia veulent fracturer un coffre-fort. Mais rien ne va. Ils sont d'une telle maladresse qu'ils sont blessés dans l'explosion qu'ils avaient l'intention de faire.
Bombers ne peut plus voir et dépend de l'aide de Paganini qui ne peut plus marcher et a besoin d'un fauteuil roulant. En dépit de leur forte aversion mutuelle, Bomber et Paganini sont maintenant inséparables. Ils tentent encore de petites rapines. Mais ils sont optimistes, ils attendent un miracle qui va guérir leurs maux.
De même, ils espèrent encore faire un grand coup : ils envisagent de détourner un transport de fonds. Mais alors que le plan devient un désastre, le miracle arrive : pour arrêter le fourgon, Paganini se précipite en fauteuil roulant en bas d'une pente. Il y a à nouveau une explosion, après laquelle Bomber voit et Paganini marche. Mais ils se disputent aussi à nouveau et redeviennent invalides - tandis qu'on entend la chanteuse de cabaret Mina chanter Wie du mir, so ich dir.

## Fiche technique
- Titre : Les Faux Frères
- Titre original : Bomber und Paganini
- Réalisation : Níkos Perákis assisté de Peter Fratzscher
- Scénario : Níkos Perákis, Joe Hembus, Ulrich Greiwe
- Musique : Níkos Mamangákis
- Directeur artistique : Winfried Hennig
- Costumes : Gera Graf
- Photographie : Dietrich Lohmann
- Son : Karl Schliefellner
- Montage : Siegrun Jäger
- Production : Níkos Perákis, Joachim von Vietinghoff
- Société de production : Níkos Perákis Filmpoduktion, Sascha-Film Produktions
- Pays de production :  Allemagne de l'Ouest,  Autriche
- Langue : allemand
- Format : Couleur - 1,85:1 - Mono - 35 mm
- Genre : Comédie
- Durée : 114 minutes
- Date de sortie :
  - Allemagne de l'Ouest : 7 octobre 1976.

## Distribution
- Mario Adorf : Bomber
- Tilo Prückner : Paganini
- Barbara Valentin : Mona
- Hannelore Schroth : Mama Sekulovich, la mère de Bomber
- Margot Werner (de) : Mina, la chanteuse de cabaret
- Heinrich Schweiger : M. Dobermann
- Otto Tausig : Le faux malade
- Kurt Sowinetz : Le policier
- Rainer Artenfels (de) : Lippenstift
- Hark Bohm : Le secrétaire du syndicat